# Diomedella
Diomedella is een geslacht van korstmossen dat behoort tot orde Lecanoraceae. De typesoort is Diomedella disjungenda.

## Soorten
Volgens Index Fungorum bevat het geslacht uit twee soorten (peildatum februari 2024):
| Soortnaam              | Auteur(s)       | Publicatiejaar |
| ---------------------- | --------------- | -------------- |
| Diomedella demersa     | (Kremp.) Hertel | 1984           |
| Diomedella disjungenda | (Cromb.) Hertel | 1984           |